# Кислов, Сергей Александрович
Кислов Сергей Александрович (22 января 1956, Коркино, Челябинская область — 17 мая 2001,  Первомайское, Чечня) — военный комендант Курчалоевского района Чеченской республики, полковник.  Указом Президента Российской Федерации от 11 сентября 2001 года присвоено звание Герой Российской Федерации, посмертно.

## Биография

Бюст Сергея Александровича Кислова в городе Чайковский

Среднюю школу окончил в 1973 году, после чего поступил в Вооружённые Силы СССР. Окончил Челябинское высшее военное танковое командное училище в 1977 году.
Служил в частях Прибалтийского и Закавказского военных округов, Центральной группы войск (Чехословакия). Командовал танковыми взводом, ротой и батальоном. В 1989 году окончил Военную Академию бронетанковых войск.
После её окончания служил в Закавказском военном округе на территории Грузии. Стал командиром танкового полка, затем - командиром российской военной базы. В начале 90-х годов неоднократно отражал вооруженные нападения грузинских националистических формирований на воинскую часть с целью незаконного завладения российским оружием и бронетехникой. Затем был переведен в Уральский военный округ, где вновь стал командиром танкового полка.
В июне 2000 года направлен в Чечню, где был назначен военным комендантом Курчалоевского района. Лично возглавлял проведение 56 специальных операций, в которых было захвачено 86 фугасов и около 6 тонн взрывчатых веществ, 25 единиц огнестрельного оружия, в боях уничтожено несколько десятков бандитов. Серьёзно пострадала и экономическая база бандитов - в этих операциях уничтожено 87 мини-заводов по переработке нефтепродуктов и изъято 136 килограммов наркотиков. Подчиненная Кислову комендантская рота, с которой он проводил эти операции, не потеряла в боях ни одного человека погибшими.

## Подвиг
15 мая 2001 года с группой военнослужащих комендатуры при проведении специальной операции в поселке Первомайское  обнаружил подозрительный автомобиль, сидевшие в котором лица никак не реагировали на требования выйти из машины. Когда полковник Кислов направился к этому автомобилю, оттуда по нему в упор был открыт автоматный огонь. Сергей Кислов получил несколько ранений, но будучи уже смертельно раненым, сумел открыть ответный огонь и уничтожил часть сидевших в машине бандитов. Остальные попытались скрыться, но военнослужащие комендатуры не позволили им этого сделать. В этом бою уничтожено 4 бандита и двое захвачены в плен. Выстрелами Сергея Кислова был уничтожен крупный главарь банды араб Абу-Дар, ближайший помощник крупнейшего международного террориста Хаттаба. Сам Кислов был эвакуирован вертолётом в госпиталь, но ранения оказались смертельными, и через двое суток не приходя в сознание, он скончался.
За мужество и героизм, проявленные в ходе контртеррористической операции на Северном Кавказе, Указом Президента Российской Федерации от 11 октября 2001 года полковнику Кислову Сергею Александровичу присвоено звание Героя Российской Федерации (посмертно).

## Память
- Имя Героя присвоено средней школе № 1 города Коркино, в которой он учился
- Имя Героя России С. А. Кислова присвоено набережной Челябинска [1]
- В Челябинском филиале ВУНЦ ВВС проходят вечера памяти Героя Российской Федерации Сергея Кислова[2].
- В общеобразовательной школе № 10 города Коркино, в которой учился С. А. Кислов, 22 января школьники - краеведы рассказывают первоклассникам его биографию и стоят на карауле возле его портрета.